# 24ns Premis Tony
La 24a edició anual dels Premis Tony va celebrar-se el 19 d'abril de 1970 al Mark Hellinger Theatre de Nova York, sent emesa per la NBC. Julie Andrews, Shirley MacLaine i Walter Matthau van fer de mestres de cerimònies.

## La cerimònia
Presentadors: Clive Barnes, Mia Farrow, Elliott Gould, Claire Bloom, Michael Caine, Jack Cassidy, David Frost, Cary Grant, Patricia Neal, George C. Scott, James Stewart, Maggie Smith, Robert Stephens.
Musicals representats:
- Applause ("Applause" - Bonnie Franklin i Companyia/"Welcome to the Theatre" i "Applause" (reprise) - Lauren Bacall i Companyia)
- Coco ("Always Mademoiselle" - Katharine Hepburn i Companyia)
- Purlie ("I Got Love" - Melba Moore/"Walk Him up the Stairs" - Cleavon Little i Companyia)

## Guanyadors i nominats
Els guanyadors estan indicats en negreta
| Millor obra | Millor musical |
| --- | --- |
| - Borstal Boy – Frank McMahon - Child's Play – Robert Marasco - Indians – Arthur Kopit - Last of the Red Hot Lovers – Neil Simon                                                                   | - Applause - Coco - Purlie |
| Millor actor protagonista en una obra | Millor actriu protagonista en una obra |
| - Fritz Weaver – Child's Play com Jerome Malley - James Coco – Last of the Red Hot Lovers com Barney Cashman - Frank Grimes – Borstal Boy com Young Behan - Stacy Keach – Indians com Buffalo Bill | - Tammy Grimes – Private Lives com Amanda Prynne - Geraldine Brooks – Brightower com Sara Brightower - Helen Hayes – Harvey com Veta Louise Simmons                                                                                |
| Millor actor protagonista de musical | Millor actriu protagonista de musical |
| - Cleavon Little – Purlie com Purlie - Len Cariou – Applause com Bill Sampson - Robert Weede – Cry for Us All com Edward Quinn                                                                     | - Lauren Bacall – Applause com Margo Channing - Katharine Hepburn – Coco com Coco Chanel - Dilys Watling – Georgy com Georgina 'Georgy' Parkin                                                                                     |
| Millor actor de repartiment en una obra | Millor actriu de repartiment en una obra |
| - Ken Howard – Child's Play com Paul Reese - Joseph Bova – The Chinese i Dr. Fish com Mr. Lee - Dennis King – A Patriot for Me com Baron von Epp                                                   | - Blythe Danner – Butterflies Are Free com Jill Tanner - Alice Drummond – The Chinese i Dr. Fish com Mrs. Lee - Eileen Heckart – Butterflies Are Free com Mrs. Baker - Linda Lavin – Last of the Red Hot Lovers com Elaine Navazio |
| Millor actor de repartiment de musical | Millor actriu de repartiment de musical |
| - René Auberjonois – Coco com Sebastian Baye - Brandon Maggart – Applause com Buzz Richards - George Rose – Coco com Louis Greff                                                                   | - Melba Moore – Purlie com Lutiebell Gussie Mae Jenkins - Bonnie Franklin – Applause com Bonnie the Gypsy - Penny Fuller – Applause com Eve Harrington - Melissa Hart – Georgy com Meredith                                        |
| Millor direcció d'obra | Millor direcció de musical |
| - Joseph Hardy – Child's Play - Milton Katselas – Butterflies Are Free - Tómas Mac Anna – Borstal Boy - Robert Moore – Last of the Red Hot Lovers                                                  | - Ron Field – Applause - Michael Benthall – Coco - Philip Rose – Purlie |
| Millor coreografia | Millor escenografia |
| - Ron Field – Applause - Michael Bennett – Coco - Grover Dale – Billy - Louis Johnson – Purlie | - Jo Mielziner – Child's Play - Howard Bay – Cry for Us All - Ming Cho Lee – Billy - Robert Randolph – Applause |
| Millor vestuari | Millor il·luminació |
| - Cecil Beaton – Coco - Ray Aghayan – Applause - W. Robert Lavine – Jimmy! - Freddy Wittop – A Patriot for Me                                                                                      | - Jo Mielziner – Child's Play - Tharon Musser – Applause - Thomas Skelton – Indians |

## Premis especials
- Sir Noël Coward per la seva multiple i immortal contribució al teatre
- Alfred Lunt i Lynn Fontanne
- New York Shakespeare Festival, pels esforços pioneers en benefici d'obres noves
- Barbra Streisand – Estrella de la Dècada[2]

### Múltiples nominacions i premis
Aquestes produccions van rebre diverses nominacions:
- 11 nominacions: Applause
- 7 nominacions: Coco
- 6 nominacions: Child's Play
- 5 nominacions: Purlie
- 4 nominacions: Last of the Red Hot Lovers
- 3 nominacions: Borstal Boy, Butterflies Are Free i Indians
- 2 nominacions: Billy, The Chinese i Dr. Fish, Cry for Us All, Georgy i A Patriot for Me

Aquestes produccions van rebre diversos premis.
- 5 guardons: Child's Play
- 4 guardons: Applause
- 2 guardons: Coco i Purlie